# Капелуча (Потенца)
Капелуча (итал. Cappelluccia) је насеље у Италији у округу Потенца, региону Базиликата.
Према процени из 2011. у насељу је живело 610 становника. Насеље се налази на надморској висини од 749 м.